# Cogeas Mettler Pro Cycling Team/Saison 2020
Dieser Artikel beschreibt die Mannschaft und die Siege des Radsportteams Cogeas Mettler Pro Cycling Team in der Saison 2020.

## Mannschaft
| Teamkader 2020      | Teamkader 2020     | Teamkader 2020         | Teamkader 2020                                    |
| Name                | Geburtsdatum       | Land                   | Vorheriges Team                                   |
| ------------------- | ------------------ | ---------------------- | ------------------------------------------------- |
| Victoire Barbe      | 26. April 1999     | Frankreich             | Bio Frais (2017)                                  |
| Marie-Soleil Blais  | 21. November 1988  | Kanada                 | Astana Women's Team (2019)                        |
| Annabel Fisher      | 19. September 1989 | Vereinigtes Königreich | Bio Frais (2019)                                  |
| Iuliia Galimullina  | 20. September 2001 | Russland               |                                                   |
| Aigul Gareeva       | 22. August 2001    | Russland               |                                                   |
| Katharina Hechler   | 10. März 2000      | Deutschland            | Team Stuttgart (2019)                             |
| Diana Klimowa       | 8. Oktober 1996    | Russland               | Marathon-Tula (2019)                              |
| Lara Krähemann      | 12. Januar 1999    | Schweiz                |                                                   |
| Daria Malkova       | 16. November 2000  | Russland               |                                                   |
| Marija Miljajewa    | 16. Juli 2001      | Russland               |                                                   |
| Amber Neben         | 18. Februar 1975   | Vereinigte Staaten     | Virtu Cycling Women (2017)                        |
| Marija Nowolodskaja | 28. Juli 1999      | Russland               |                                                   |
| Edwige Pitel        | 4. Juni 1967       | Frankreich             | SC Michela Fanini (2017)                          |
| Mia Radotić         | 2. Dezember 1984   | Kroatien               | BTC City Ljubljana (2019)                         |
| Noemi Rüegg         | 19. April 2001     | Schweiz                | Akros-Renfer (2018)                               |
| Alena Rytseva       | 6. Juni 2000       | Russland               |                                                   |
| Sari Saarelainen    | 1. März 1981       | Finnland               | Maaslandster International Women's Cycling (2018) |
| Eléa Schneeberger   | 31. August 1998    | Schweiz                |                                                   |
| Marina Uvarova      | 9. November 2000   | Russland               |                                                   |
| Olga Sabelinskaja   | 10. Mai 1980       | Usbekistan             | BePink Cogeas (2017)                              |
|                     |                    |                        |                                                   |
| Quelle: UCI         |                    |                        |                                                   |

## Siege
| Siege    | Siege                                                   | Siege    | Siege  | Siege               | Siege |
| Datum    | Rennen                                                  | Staat    | Klasse | Siegerin            |       |
| -------- | ------------------------------------------------------- | -------- | ------ | ------------------- | ----- |
| 13. Feb. | Grand Prix Alanya féminin                               | Türkei   | 1.2    | Diana Klimowa       |       |
| 29. Feb. | Grand Prix Velo Alanya WE                               | Türkei   | 1.2    | Daria Malkova       |       |
| 18. Jul. | Kroatische Meisterschaften, Einzelzeitfahren der Frauen | Kroatien | CN     | Mia Radotić         |       |
| 16. Aug. | Russische Meisterschaften, Straßenrennen der Frauen     | Russland | CN     | Diana Klimowa       |       |
| 5. Sep.  | Grand Prix Mount Erciyes 2200 mt                        | Türkei   | 1.2    | Marija Nowolodskaja |       |
| 6. Sep.  | Grand Prix World's Best High Altitude                   | Türkei   | 1.2    | Marija Nowolodskaja |       |